# 腓特烈·威廉 (拿騷-威爾堡)
腓特烈·威廉（德語：Friedrich Wilhelm，1768年10月25日—1816年1月9日），末代拿騷-威爾堡親王，1788年至1816年在位。

## 家庭
1788年，腓特烈·威廉與基希貝格的路易絲·伊莎貝爾結婚，兩人共有2子2女：
- 格奧爾格·威廉·奧古斯特·海因里希·比利時（1792年—1839年），拿騷公爵
- 奧古斯塔·路易絲·威廉明妮（1794年—1796年），夭折
- 亨麗埃特（1797年—1829年），泰申公爵夫人
- 腓特烈·威廉（1799年—1845年）